# 桟原将司
桟原 将司（さじきはら まさし、1982年8月21日 - ）は、大阪府出身の元プロ野球選手（投手）。現役時代は阪神タイガースと埼玉西武ライオンズに所属した。プロ初登板から116試合連続で敗戦投手になっておらず、これは一時期日本プロ野球記録であった。
コメディアンのハナ肇は桟原の祖父の弟で、桟原から見ればハナは大叔父となる。

## 経歴

### プロ入り前
大阪府出身。大阪桐蔭高校では1年後輩に岩田稔・中村剛也がいた。
高校卒業後、社会人野球の新日本製鐵広畑に入社。2003年にはエースとして最速150 km/hの直球とスライダーを武器に5年ぶりとなる第74回都市対抗野球大会出場に貢献。本大会では日産自動車九州と対戦したが初戦で敗退した。
2003年度ドラフト会議にて阪神から4巡目指名を受けて入団。背番号は「40」。

### プロ時代
2004年は新人ながらリリーフ陣の一角として44試合に登板。夏場は成績を落としたものの、9月以降は持ち直して防御率3.48を記録するなど即戦力となった。
2005年は前年不調だった夏場は好調だったものの、9月以降失速し登板数は減少した。しかし、9月6日には対中日ドラゴンズ戦で日本プロ野球史上14度目、セントラル・リーグ史上9人目、球団史上石川緑以来2人目となる3者連続3球三振を記録。二軍では主に抑えとして21試合に登板、防御率2.29、リーグトップの12セーブを記録した。JFKに対して、橋本健太郎、江草仁貴らとあわせてSHEと呼ばれた。千葉ロッテマリーンズと対戦した日本シリーズでは第3戦で3番手として初登板したが、福浦和也に満塁本塁打を浴びるなど打者4人に対して一死も取れずに降板した。以後、日本シリーズでの登板がなかったため、日本シリーズにおける生涯防御率は未算出のままである。
2006年はシーズン初登板となった5月5日の対横浜ベイスターズ戦で打ち込まれ二軍降格となったが、セ・パ交流戦後の7月に一軍昇格した後は14試合に登板して防御率1.10を記録した。
2007年はシーズン前にオーバースローへの転向を試みたりシンカーの習得に励むなど試行錯誤をし、二軍で25試合に登板して防御率1.82を記録した。が、一軍では苦手とする左打者に対する被打率が4割を超え、登板機会の多くが敗戦処理に終わり、2008年は二軍でも精彩を欠き一軍での登板機会はなかった。
2009年は7月に2年ぶりの一軍昇格。9月21日の対横浜戦で救援登板し、清川栄治を抜いて初登板以来115試合連続無敗の日本プロ野球新記録を樹立した。その後、10月3日の対東京ヤクルトスワローズ戦で、後に西武でチームメイトになる鬼崎裕司にプロ初本塁打を打たれて敗戦投手となり、連続無敗記録は116試合でストップした。なおこの記録は2015年に読売ジャイアンツの高木京介が上回り、阪神の球団記録としても2022年に島本浩也に更新されている。
2010年は一軍登板6試合に留まり、9月10日の対ヤクルト戦で左膝靭帯を断裂し、翌日に出場選手登録を抹消された。10月19日に大阪府内の病院で左膝関節鏡視下によるクリーニング手術を受け、23日より阪神鳴尾浜球場でリハビリを開始した。
2011年シーズンは手術の影響で育成選手契約でスタートしたが、6月に2軍で実戦復帰登板し、6試合で無失点と安定した成績を挙げ、7月30日に再び支配下選手に登録され、背番号は「79」となった。しかし一軍での登板はなく、10月9日に球団から戦力外通告を受けた。その後11月24日、西武が桟原の獲得を発表した。背番号は「43」。

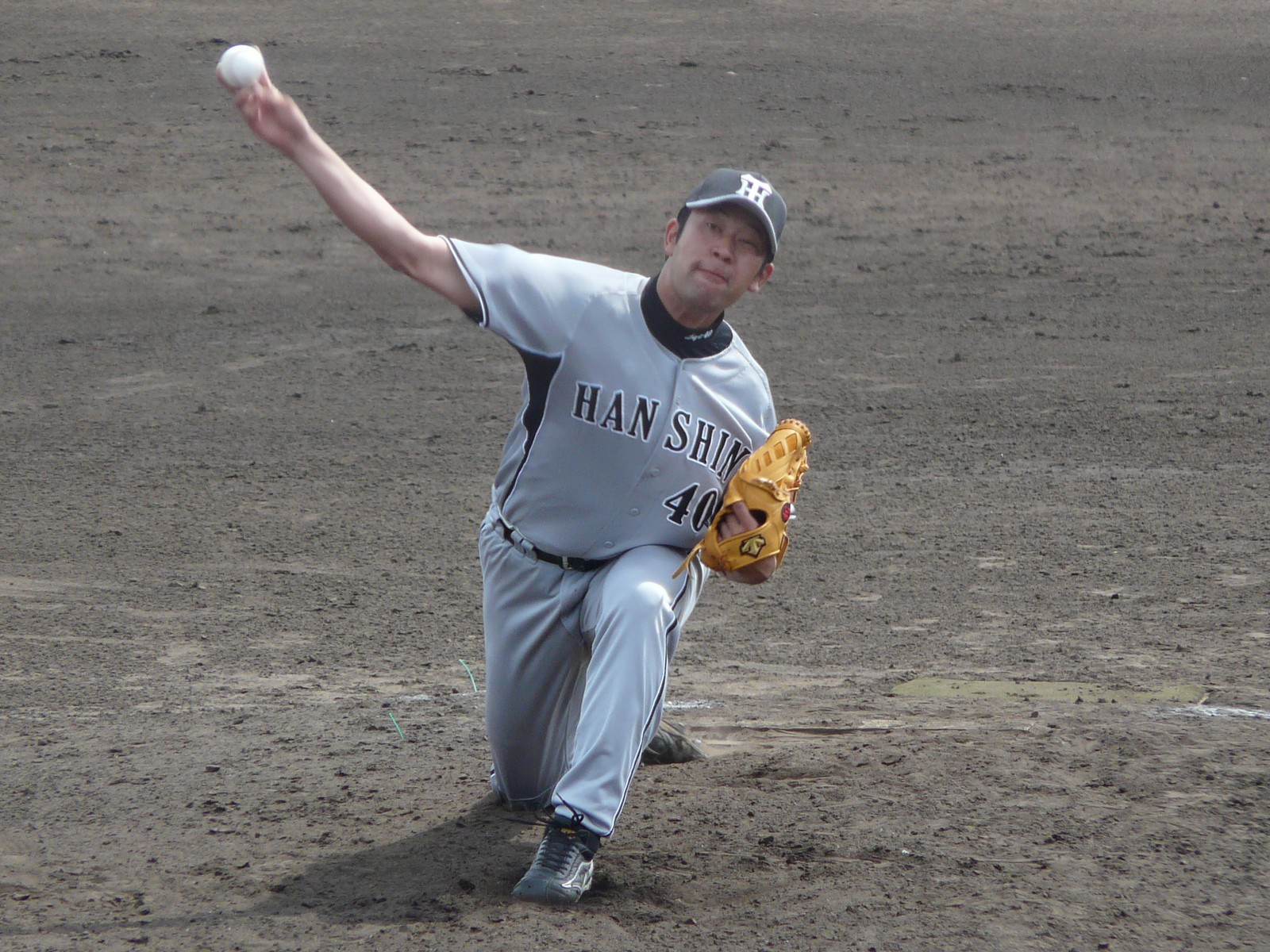
阪神時代（2008年7月2日、舞洲ベースボールスタジアム）

西武移籍後の2012年も一軍での登板はなく、10月2日に再び戦力外通告を受けた。その後、現役引退を表明した。

### 現役引退後
引退後は、現役時代から興味があった飲食業界に転身し、大阪・ミナミにある行きつけの鳥焼きの店で修業を積んだ後、2014年9月に大阪市北区堂島で「とり焼き さじ」を開店、経営者となった。野球を売りにしたくないという思いから、店内にはユニホームや選手のサインなど野球に関わるものは一切置いていない。

## 詳細情報

### 年度別投手成績
| 年 度     | 球 団     | 登 板 | 先 発 | 完 投 | 完 封 | 無 四 球 | 勝 利 | 敗 戦 | セ 丨 ブ | ホ 丨 ル ド | 勝 率 | 打 者 | 投 球 回 | 被 安 打 | 被 本 塁 打 | 与 四 球 | 敬 遠 | 与 死 球 | 奪 三 振 | 暴 投 | ボ 丨 ク | 失 点 | 自 責 点 | 防 御 率 | W H I P |
| --------- | --------- | ----- | ----- | ----- | ----- | -------- | ----- | ----- | -------- | ----------- | ----- | ----- | -------- | -------- | ----------- | -------- | ----- | -------- | -------- | ----- | -------- | ----- | -------- | -------- | ------- |
| 2004      | 阪神      | 44    | 0     | 0     | 0     | 0        | 2     | 0     | 2        | --          | 1.000 | 230   | 54.1     | 57       | 6           | 13       | 0     | 4        | 52       | 2     | 0        | 21    | 21       | 3.48     | 1.29    |
| 2005      | 阪神      | 26    | 0     | 0     | 0     | 0        | 1     | 0     | 0        | 1           | 1.000 | 169   | 39.1     | 40       | 6           | 12       | 0     | 3        | 35       | 1     | 0        | 20    | 16       | 3.66     | 1.32    |
| 2006      | 阪神      | 15    | 0     | 0     | 0     | 0        | 1     | 0     | 0        | 2           | 1.000 | 68    | 17.0     | 12       | 1           | 5        | 0     | 1        | 19       | 0     | 0        | 6     | 6        | 3.18     | 1.00    |
| 2007      | 阪神      | 17    | 0     | 0     | 0     | 0        | 1     | 0     | 0        | 0           | 1.000 | 79    | 17.2     | 23       | 1           | 3        | 0     | 2        | 20       | 1     | 0        | 11    | 9        | 4.58     | 1.47    |
| 2009      | 阪神      | 15    | 0     | 0     | 0     | 0        | 0     | 1     | 0        | 0           | .000  | 84    | 19.0     | 20       | 1           | 10       | 0     | 0        | 21       | 2     | 0        | 7     | 4        | 1.89     | 1.58    |
| 2010      | 阪神      | 6     | 0     | 0     | 0     | 0        | 0     | 1     | 0        | 0           | .000  | 34    | 7.0      | 10       | 0           | 2        | 0     | 1        | 8        | 3     | 0        | 5     | 5        | 6.43     | 1.71    |
| 通算：6年 | 通算：6年 | 123   | 0     | 0     | 0     | 0        | 5     | 2     | 2        | 3           | .714  | 664   | 154.1    | 162      | 15          | 45       | 0     | 11       | 155      | 9     | 0        | 70    | 61       | 3.56     | 1.34    |

### 記録
初記録
- 初登板：2004年4月28日、対横浜ベイスターズ4回戦（阪神甲子園球場）、6回表から2番手で救援登板、1回無失点
- 初勝利：2004年6月24日、対広島東洋カープ12回戦（阪神甲子園球場）、1回表1死から2番手で救援登板、4回2/3を2失点
- 初セーブ：2004年6月29日、対読売ジャイアンツ16回戦（阪神甲子園球場）、9回表2死から5番手で救援登板・完了、1/3回無失点
- 初ホールド：2005年9月23日、対広島東洋カープ20回戦（倉敷マスカットスタジアム）、6回裏から2番手で救援登板、1回無失点

その他の記録
- 1イニング三者連続三球三振：2005年9月6日、対中日ドラゴンズ18回戦（ナゴヤドーム）、7回表に中田賢一、荒木雅博、井端弘和から ※史上13人目、14度目

### 背番号
- 40 （2004年 - 2010年）
- 117 （2011年 - 同年7月29日）
- 79 （2011年7月30日 - 同年終了）
- 43 （2012年）

### 登場曲
- 「君という花」ASIAN KUNG-FU GENERATION（2004年、2008年 - 2012年）
- 「ループ&ループ」ASIAN KUNG-FU GENERATION（2005年）
- 「ブルートレイン」ASIAN KUNG-FU GENERATION（2006年）
- 「Who's That Girl?」Eve（2007年）